# Luminárias
Luminárias este un oraș în Minas Gerais (MG), Brazilia.